# Milot Rashica
Milot Rashica (n. 28 iunie 1996, Vučitrn, Republica Serbia, Kosovo) este un fotbalist kosovar și albanez, care joacă pe post de atacant la Beșiktaș în Süper Lig. Pe plan internațional, are prezențe la națională pentru Albania U17⁠(d), Albania U19⁠(d), Albania U21⁠(d), Albania și Kosovo.

## Cariera pe echipe

### Primii ani
Rashica și-a făcut debutul la seniori pentru Vushtria, la vârstă de numai 16 ani. În august 2013, după ce a dat probe pentru Gent, a refuzat o ofertă din partea clubului și a debutat pentru Vushtria.
În septembrie 2013, după ce a suferit o accidentare, Rashica s-a mutat la Hanovra pentru tratament și a revenit doar la club abia în anul următor.

### Vitesse

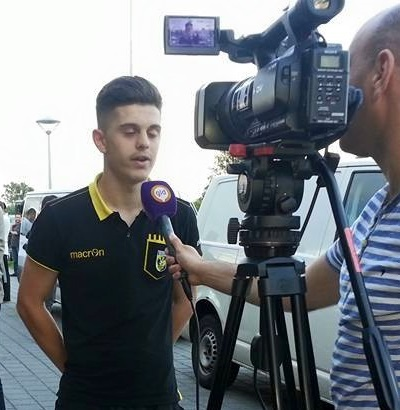
Rashica la Vitesse în ianuarie 2016.

La 10 septembrie 2014, Rashica a dat probe pentru Vitesse, fiind acceptat și trimis la echipa de tineret a clubului. La 10 februarie 2015, el a semnat un acord pe trei ani cu Arnhem, care a intrat în vigoare la 1 iulie, pentru o sumă de transfer raportată la 300.000 de euro.
La 30 iulie 2015, Rashica și-a făcut debutul în fotbalul profesionist, intrând în locul lui Uroš Đurđević în meciul din deplasare scor 0-3 împotriva lui Southampton pentru a treia rundă de calificare în UEFA Europa League sezonul 2015-2016. La 9 august, și-a făcut debutul în Eredivisie, dându-o o pasă de gol lui Denys Oliynyk într-o remiză scor 1-1 împotriva lui Willem II.
La 20 septembrie 2015, Rashica a marcat primul său gol la profesioniști, ultimul din victoria scor 3-0 împotriva lui De Graafschap. La 18 decembrie a marcat o dublă într-o victorie scor 5-1 cu Twente obținută pe GelreDome.
A jucat în finala Cupei KNVB câștigată cu 2-0 împotriva lui AZ Alkmaar la 30 aprilie 2017 pentru prima dată în istoria sa de 125 de ani.

### Werder Bremen
La 31 ianuarie 2018, Rashica a semnat un contract pe patru ani și jumătate cu echipa Werder Bremen din Bundesliga, până în 2022. La 3 februarie 2018, el și-a făcut debutul într-o victorie scor 2-1 cu Schalke 04, fiind titular.

## Cariera la națională

### Albania

#### Sub-17
Rashica a fost chemat la echipa sub 17 ani de către antrenorul Džemal Mustedanagić pentru un meci din calificările la Campionatul European de tineret din 2013, în octombrie 2012, și a debutat pe 18 octombrie într-o înfrângere scor 0-1 împotriva Italiei. Cinci zile mai târziu a marcat al cincilea gol într-o victorie zdrobitoare în fața Liechtensteinului, scor 6-0; a jucat în trei meciuri și a marcat o dată, cu Albania fiind eliminată după ce a terminat pe locul trei în grupa sa.

#### Sub-19
La 7 noiembrie 2014. Rashica a fost chemat la echipa națională U 19 de antrenorul Altin Lala înainte de Calificările la Campionatul European sub 19 ani din 2015. El a jucat împotriva Danemarcei, Portugaliei și Țara Galilor, cu Albania fiind eliminată.

#### Sub-21
Pe 28 august 2015 Rashica a fost chemat de Redi Jupi la naționala sub 21 de ani a Albaniei pentru meciurile de calificare la Campionatul European sub 21 de ani din 2017 împotriva Israelului și a Portugaliei. El și-a făcut debutul pe 3 septembrie, jucând 90 de minute într-o remiză scor 1-1 împotriva Israelului, și a obținut un penalty transformat de Endri Çekiçi.

#### Seniori
Rashica și-a făcut debutul pentru echipa mare pe 29 martie 2016, intrând în a doua repriză în locul lui Ledian Memushaj în victoria din meciul amical cu 2-0 împotriva Luxemburgului. El a mai jucat într-un singur meci pentru echipa națională, într-o victorie cu 3-1 împotriva Qatarului pe 29 mai.

### Kosovo
La 15 august 2016, a fost anunțat faptul că Rashica a ales să joace pentru Kosovo. La 30 august 2016, el a fost convocat la naționala Republicii Kosovo pentru un meci de calificare la Campionatul Mondial din 2018 împotriva Finlandei și a debutat fiind trimis pe teren încă din primul minut.

## Statistici privind cariera

### Club
Până pe 18 mai 2019
| Club          | Sezon         | Campionat            | Campionat | Campionat | Cupă    | Cupă   | Europa  | Europa | Altele  | Altele | Total   | Total  |
| Club          | Sezon         | Divizie              | Meciuri   | Goluri    | Meciuri | Goluri | Meciuri | Goluri | Meciuri | Goluri | Meciuri | Goluri |
| ------------- | ------------- | -------------------- | --------- | --------- | ------- | ------ | ------- | ------ | ------- | ------ | ------- | ------ |
| Vushtrria     | 2013-2014     | Superliga din Kosovo | 5         | 2         | -       | -      | -       | -      | -       | -      | 5       | 2      |
| Vushtrria     | 2014-2015     | Superliga din Kosovo | 16        | 7         | -       | -      | -       | -      | -       | -      | 16      | 7      |
| Vushtrria     | Total         | Total                | 21        | 9         | -       | -      | -       | -      | -       | -      | 21      | 9      |
| Vitesse       | 2015-2016     | Eredivisie           | 31        | 8         | 1       | 0      | 2       | 0      | -       | -      | 34      | 8      |
| Vitesse       | 2016-2017     | Eredivisie           | 33        | 2         | 6       | 2      | -       | -      | -       | -      | 39      | 4      |
| Vitesse       | 2017-2018     | Eredivisie           | 19        | 3         | 1       | 0      | 6       | 0      | 1       | 0      | 27      | 3      |
| Vitesse       | Total         | Total                | 83        | 13        | 8       | 2      | 8       | 0      | 1       | 0      | 100     | 15     |
| Werder Bremen | 2017-2018     | Bundesliga           | 9         | 1         | 1       | 0      | 0       | 0      | 0       | 0      | 10      | 1      |
| Werder Bremen | 2018-2019     | Bundesliga           | 26        | 9         | 4       | 3      | 0       | 0      | 0       | 0      | 30      | 12     |
| Werder Bremen | Total         | Total                | 35        | 10        | 5       | 3      | 0       | 0      | 0       | 0      | 40      | 13     |
| Total carieră | Total carieră | Total carieră        | 139       | 32        | 13      | 5      | 8       | 0      | 1       | 0      | 161     | 37     |

1. ↑  Include meciuri în UEFA Europa League
2. ↑  Include meciuri în competiții precum Johan Cruyff Shield

### Meciuri la națională
Până pe 6 februarie 2019 
| Echipa națională | An    | Meciuri | Goluri |
| ---------------- | ----- | ------- | ------ |
| Albania          | 2016  | 2       | 0      |
| Albania          | Total | 2       | 0      |
| Kosovo           | 2016  | 4       | 0      |
| Kosovo           | 2017  | 7       | 0      |
| Kosovo           | 2018  | 9       | 2      |
| Kosovo           | Total | 20      | 2      |

### Goluri la națională
La 3 februarie 2019 

Rubrica scor indică scorul la momentul marcării unui gol de către Rashica
| Gol | Data              | Stadion                              | Adversar       | Scor | Rezultat | Competiție                             | <abbr title="<nowiki>Reference</nowiki>">Ref |
| --- | ----------------- | ------------------------------------ | -------------- | ---- | -------- | -------------------------------------- | -------------------------------------------- |
| 1.  | 14 octombrie 2018 | Tórsvøllur, Tórshavn, Insulele Feroe | Insulele Feroe | 1 -0 | 1-1      | Liga Națiunilor UEFA 2018-2019 Grupa 3 | [ 31 ]                                       |
| 2.  | 17 noiembrie 2018 | Stadionul Național, Ta 'Qali, Malta  | Malta          | 5 -0 | 5-0      | Liga Națiunilor UEFA 2018-2019 Grupa 3 | [ 32 ]                                       |

## Titluri

### Club
Vushtrria
- Superliga Kosovoului: 2013-2014

Vitesse
- Cupa KNVB : 2016-2017